# Felipe Santana
Augusto Felipe Santana (* 17. března 1986, Rio Claro, Brazílie) je brazilský fotbalový obránce, který hraje od léta 2013 v německém klubu FC Schalke 04.

## Klubová kariéra

### Figueirense Futebol Clube
Santana začal jeho fotbalovou kariéru v klubu Figueirense. Byl tam už od roku 1996, ale profesionální smlouvu podepsal až v roce 2006. Felipe hrál první zápas za A-tým 3. května 2007, když prohráli 6:3 proti brazilskému klubu Atlético Paranaense. Santana dal svůj první gól v jeho profesionální kariéře 4. července 2007, při vítězství 2:1 nad klubem Cruzeiro; potom dal další gól o dva týdny později 14. července 2007 při vítězství 2:1 nad klubem Paraná. Santana v jeho první sezoně odehrál 34 ligových zápasů, v nichž dal 3 góly.
V roce 2008 při prvním zápase sezony hrál poslední zápas za tento klub, při remíze 5:5 nad brazilským klubem Portuguesa.

### Borussia Dortmund
V roce 2008 přestoupil z brazilského klubu Figueirense do německé Borussie Dortmund. V sezóně 2010/11 získal s Borussií bundesligový titul, který následně se spoluhráči obhájil v sezóně 2011/12. V tomto ročníku navíc vyhrál i DFB-Pokal, ve finále Borussia zvítězila 5:2 nad Bayernem Mnichov. V sezóně 2012/13 bundesligový titul s klubem neobhájil, získal jej Bayern Mnichov. Kvůli zraněním obou stoperů Dortmundu Matse Hummelse a Nevena Subotiće mu trenér Jürgen Klopp dával v tomto ročníku více příležitostí na hřišti.
V odvetném utkání osmifinále Ligy mistrů 2012/13 5. března 2013 proti Šachtaru Doněck se gólem podílel na výhře 3:0 a postupu do čtvrtfinále. Jeden gól přidal v infarktovém odvetném zápase čtvrtfinále 9. dubna proti španělské Málaze, kde Dortmund otočil zápas dvěma brankami v nastaveném čase (výhra 3:2).

### FC Schalke 04
V květnu 2013 oznámil německý klub FC Schalke 04, že Santana podepsal kontrakt do roku 2016. Přestupová částka činí 1 mil. €. Dostal číslo pět.